# Извесност
Извесност или сигурност (лат. certitudo) је карактеристика стања свести, односно доживљаја који се у неком суду прихвата као истинит, несумњив, неспоран. Извесност редовно прати судове који су очигледни (евидентни) сами по себи или саздани на непосредном искуству (непосредна, интуитивна извесност), али може постојати и за судове који су доказани или се сматрају доказаним (посредна, дискурзивна извесност). Иако је доживљај извесности психолошки јединствен, понекад се „субјективна” извесност веровања разликује од „објективне” сигурности знања; али и психолошки и методички треба разликовати извесност од различитих стања вероватности. Декарт сматра критеријима извесности „јасноћу” и „разговетност”; према Канту извесност имамо онда кад „увиђамо да је немогуће да би спознаја била лажна”Авенаријус убраја извеснот међу „карактере” спознаје. 

## Епистемологија
Било да се ради о психолошком стању уверења (веровања) да је претпоставка истинита или било ком од многих епистемолошких статуса или степена епистемолошке гаранције,  претпоставка, исто као што има логичку истинитост, може имати метафизичку или моралну истинитост. Пјетер Унир (Peter Unger), заступник скетпицизма, тврди да је психолошка извеснот (сигурност) неопходна за сазнање, а будући да се она ретко среће, поседујемо мало или нимало сазнања. Ово схватање није наишло на широку подршку, и већина епистемолога сматра да психолошка извесност овде има мало или нимало значаја.  